# فیوجی
فیوجی (به ایتالیایی: Fiuggi) یک کومونه در ایتالیا است که در استان فروزینونه واقع شده‌است.

## خصوصیات
فیوجی ۳۳ کیلومترمربع مساحت و ۹٬۷۵۵ نفر جمعیت دارد و ۷۴۷ متر بالاتر از سطح دریا واقع شده‌است.

## خواهرخوانده
شهرهای هلم‌اشتات، سانتو دومینگو و Tarrafal de São Nicolau, Cape Verde خواهرخوانده‌های فیوجی هستند.